# جورج هارويل بوند
جورج هارويل بوند (بالإنجليزية: George Harwell Bond)‏ هو مهندس معماري أمريكي، ولد في 1891، وتوفي في 1952.